# Abraham Jacobus Wendel

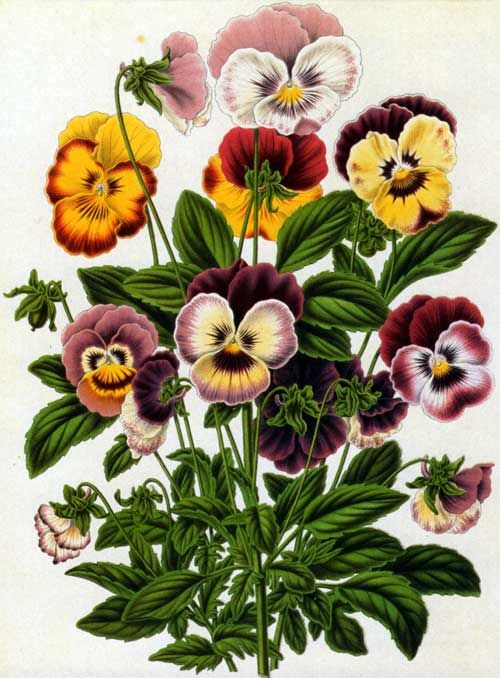
Viola tricolor door A.J. Wendel

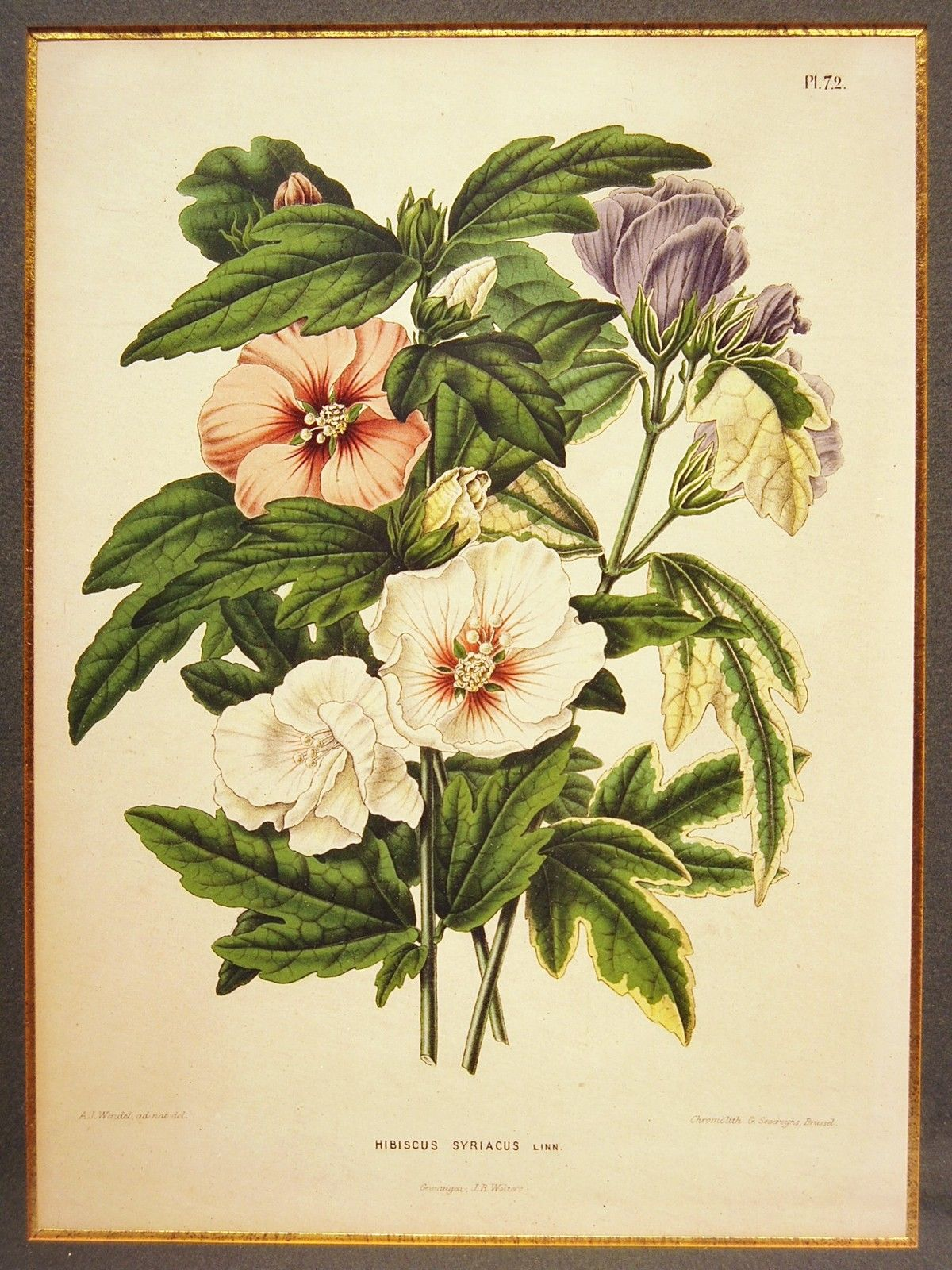
Hibiscus syriacus L. door A.J. Wendel

Abraham Jacobus Wendel (Leiden, 31 oktober 1826 - aldaar, 23 september 1915) was een Nederlandse lithograaf, tekenaar en botanisch illustrator met signatuur AW.

## Leven en werk
Abraham Jacobus Wendel werd in 1826 geboren als zoon van Jacobus Cornelis Wendel (1796-1860) en Johanna Vegt (1801-1869). Hij trouwde in 1849  met Jannetje Koolen (1826-1904). Ze kregen zes kinderen, onder wie Abraham Jacobus Johannes Wendel(Leiden, 9 juli 1854 - 3 april 1930), die zelf ook lithograaf en botanisch tekenaar werd met signatuur AJJW. Abraham Jacobus Wendel verzorgde de botanische afbeeldingen voor diverse boeken en wetenschappelijke tijdschriftartikelen. Hij werkte als lithograaf (steentekenaar) voor de drukkerij Arntz & Co te Leiden, onder meer aan W. H. De Vriese e.a., Descriptions et figures des plantes nouvelles et rares (1847). In 1887 was hij steentekenaar voor Boek- en steendrukkerij P.W.M. Trap in Leiden, want hun namen worden genoemd in de jaargangen 6 en 7 van de Annales du Jardin botanique de Buitenzorg (Ann.Jard.Bot.Btzg.).
In 2013 bracht TPG Post een postzegelvel uit met de naam Bloeiend verleden.” De bloemen op de zegels zijn gebaseerd op afbeeldingen die rond 1890 zijn gemaakt door A.J. Wendel en zijn zoon.

## Werk

### Boeken
Botanische en paleontologische afbeeldingen in onder meer:
- 1847: Vriese, Willem Hendrik de, Trap, Pieter Willem Marinus; Arnz, A. - Descriptions et figures des plantes nouvelles et rares : du Jardin Botanique de l'Université de Leide et des principaux jardins du royaume des Pays-Bas[5]
- 1858: Blume, Carl Ludwig - Flora Javae et insularum adjacentium
- [1868]: Witte, H. - Flora : afbeeldingen en beschrijvingen van boomen, heesters, eenjarige planten, enz., voorkomende in de Nederlandsche tuinen. Groningen: Wolters.[6]
- 1879: Koster, Arie, Ottolander, K. J. W. en anderen - Nederlandsche Flora en Pomona, beschreven en uitgegeven door het bestuur der Pomologische Vereeniging te Boskoop. (Redactie: K.J.W. Ottolander, A. Koster, C. de Vos.) Met platen naar de natuur geteekend door A.J. Wendel. Groningen: Wolters.[7]
- [187-]: Prentenboek / Adelborst., Leiden: D. Noothoven Van Goor[8]
- 1894: Dubois, Eugène - Pithecanthropus erectus: eine menschenähnliche Übergangsform aus Java.  Batavia: Landesdruckerei.[9], met zijn zoon Abraham Jacobus Johannes?

### Portretten
- 1855: portret van Antonius Niermeyer, hoogleraar te Leiden.

### Kaarten
- [1900]: Kaart van Zuid-Afrika in F. Lion Cachet: De worstelstrijd der Transvalers [1900][10]

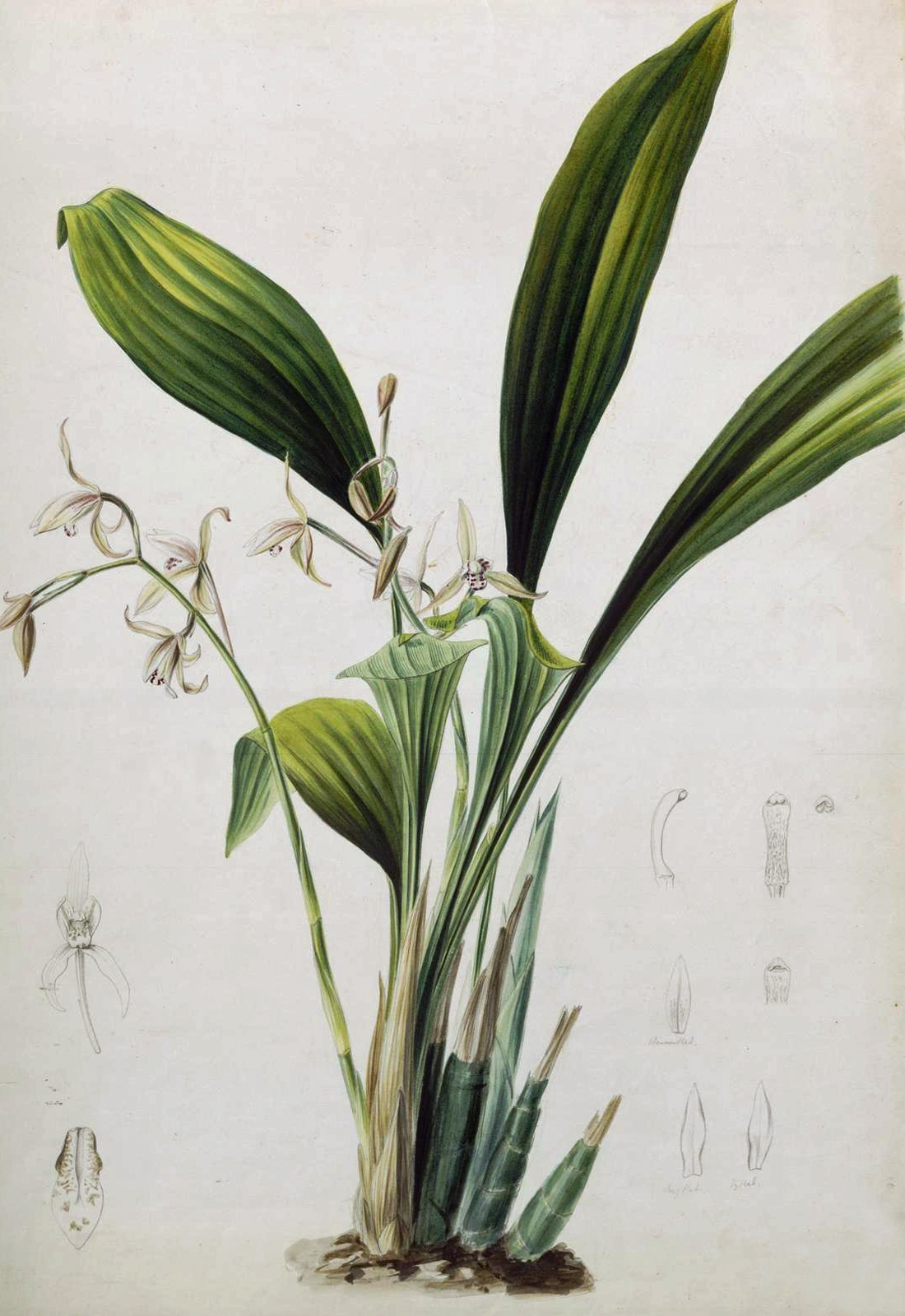
Cymbidium lancifolium door A. J. Wendel
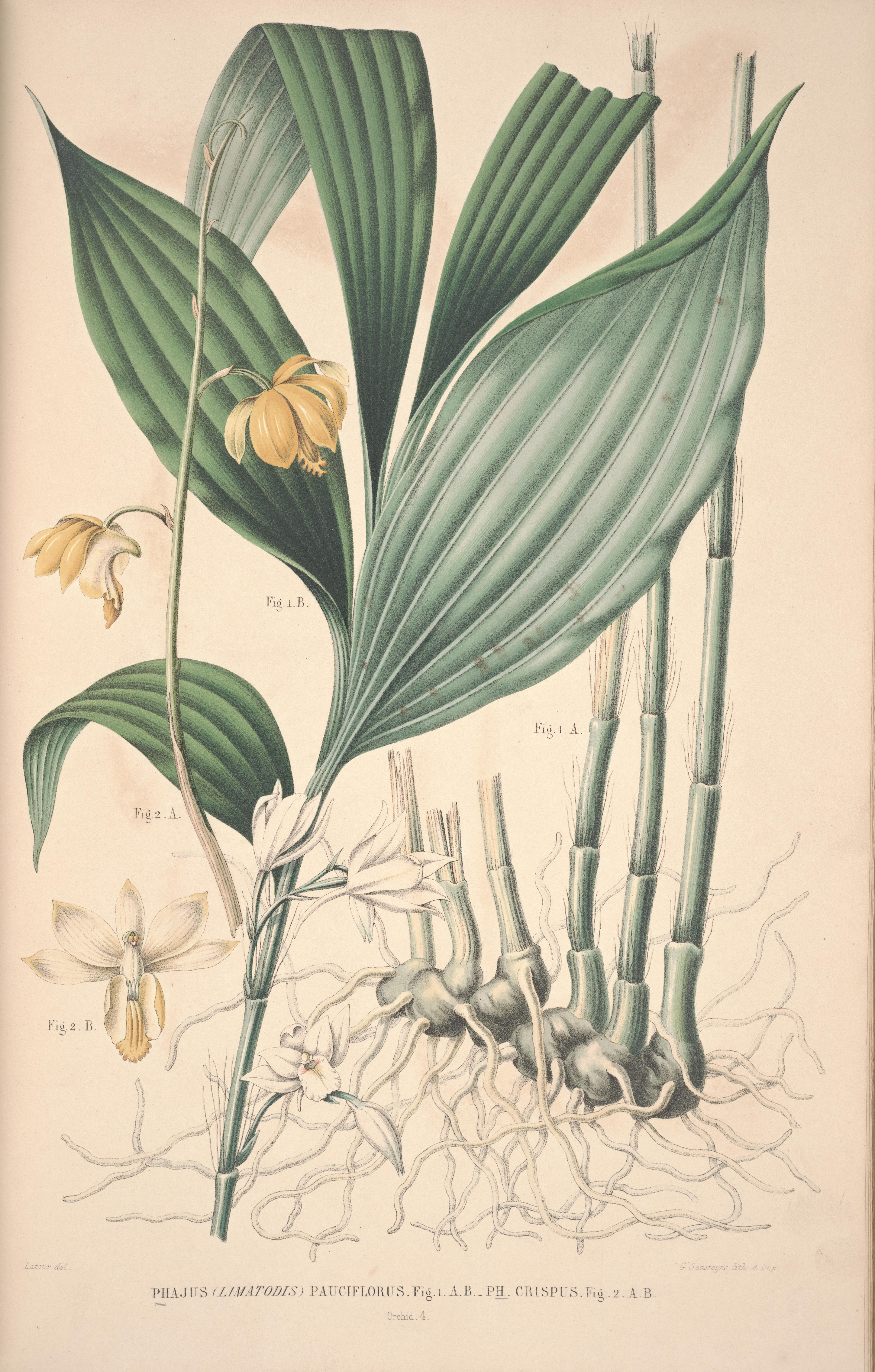
Orchidee 2 uit Flora Javae et insularum adjacentium van Carl Ludwig Blume, 1858, door A.J. Wendel
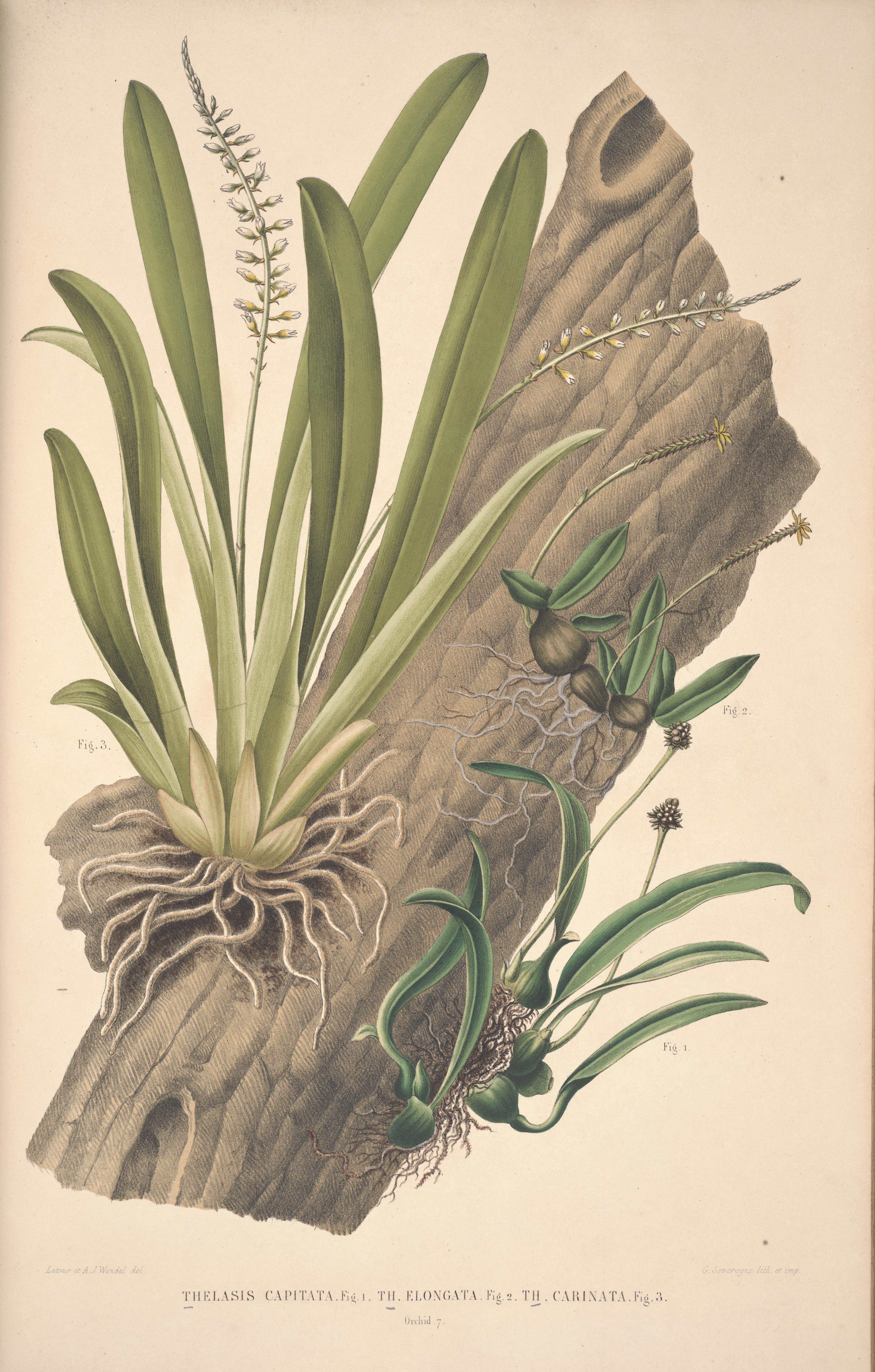
Orchidee 5 idem
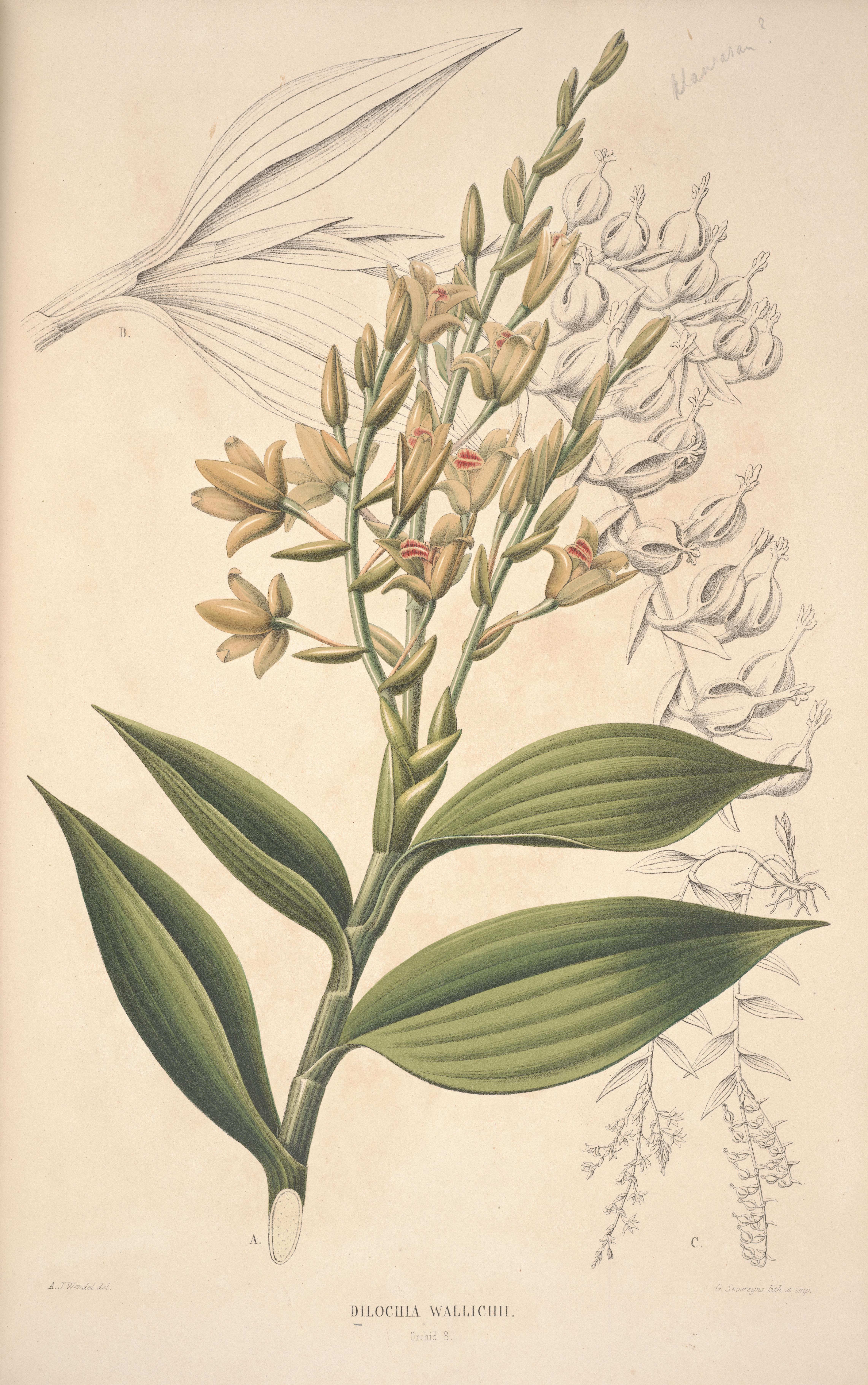
Orchidee 6 idem
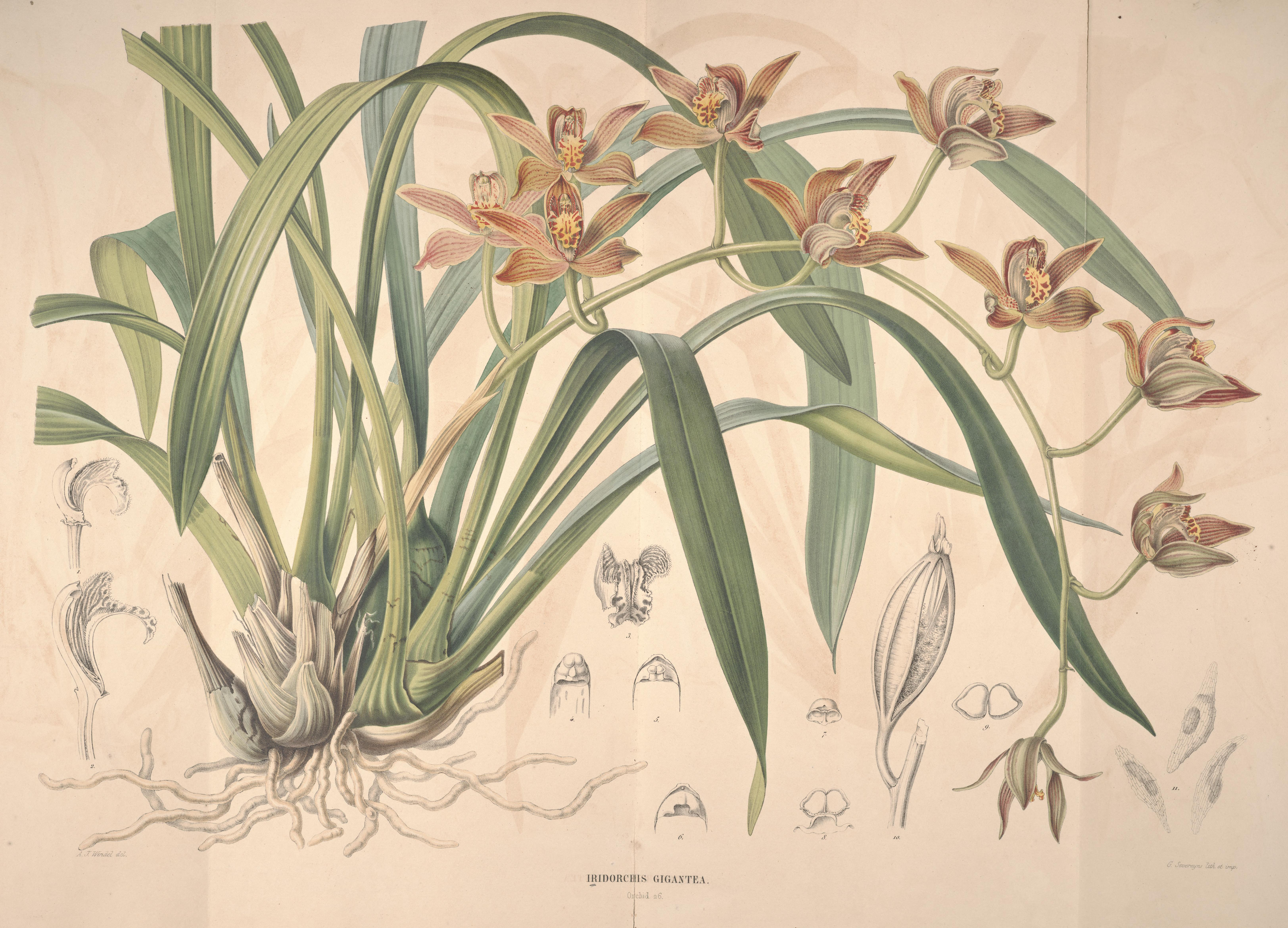
Orchidee 28 idem
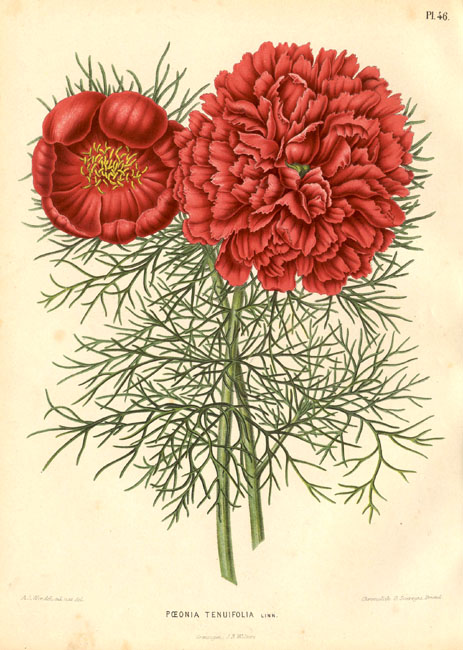
Paeonia tenuifolia door A.J. Wendel
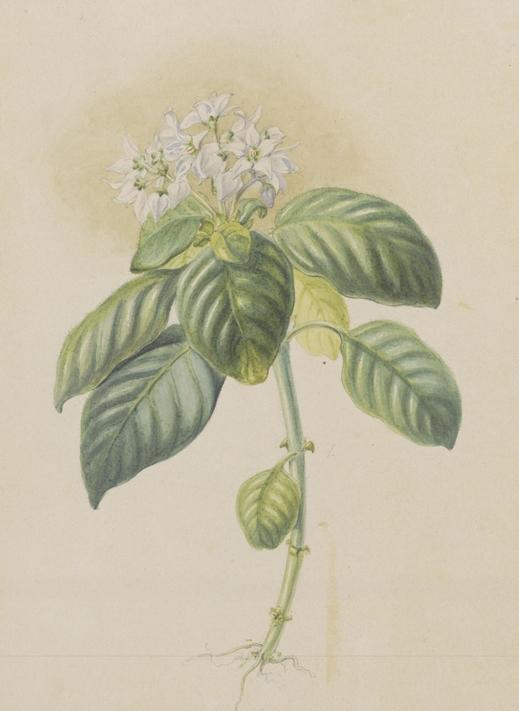
Argostemma coenosciadicum Suringar door A. J. Wendel
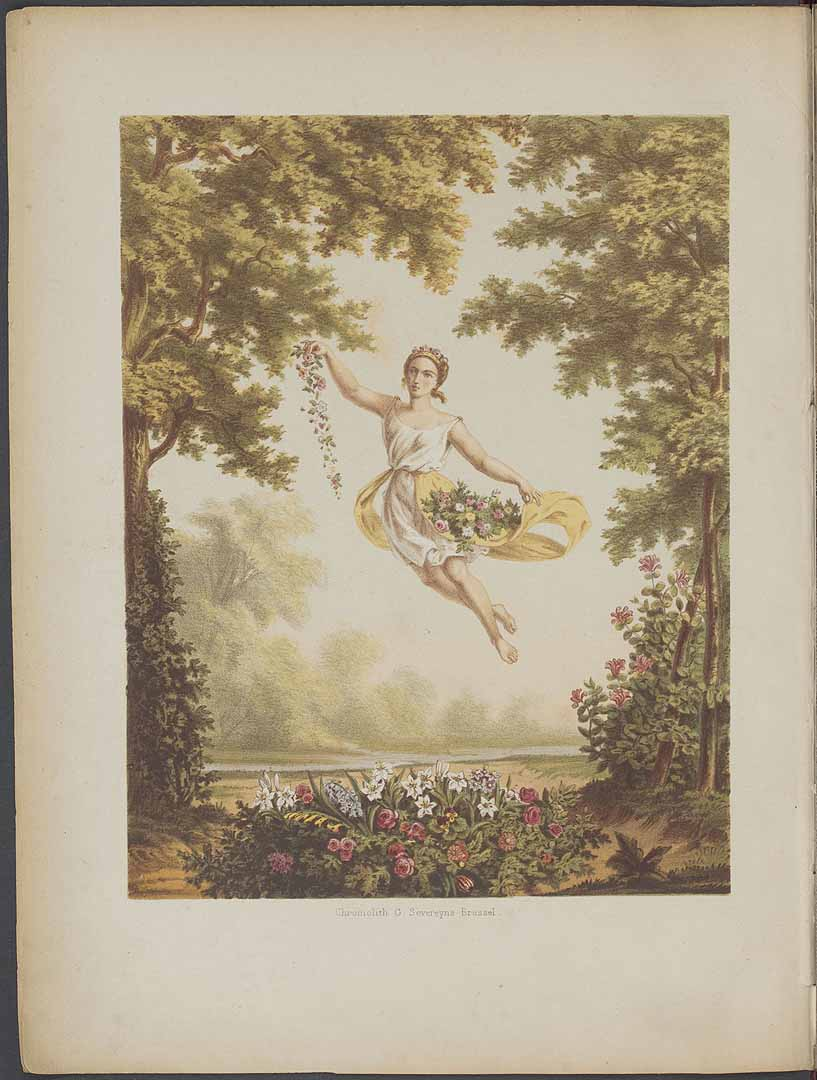
De godin Flora, voorin H. Witte, Flora. Afbeeldingen en beschrijvingen van boomen, heesters, eenjarige planten, enz., voorkomende in de Nederlandsche tuinen, 1868
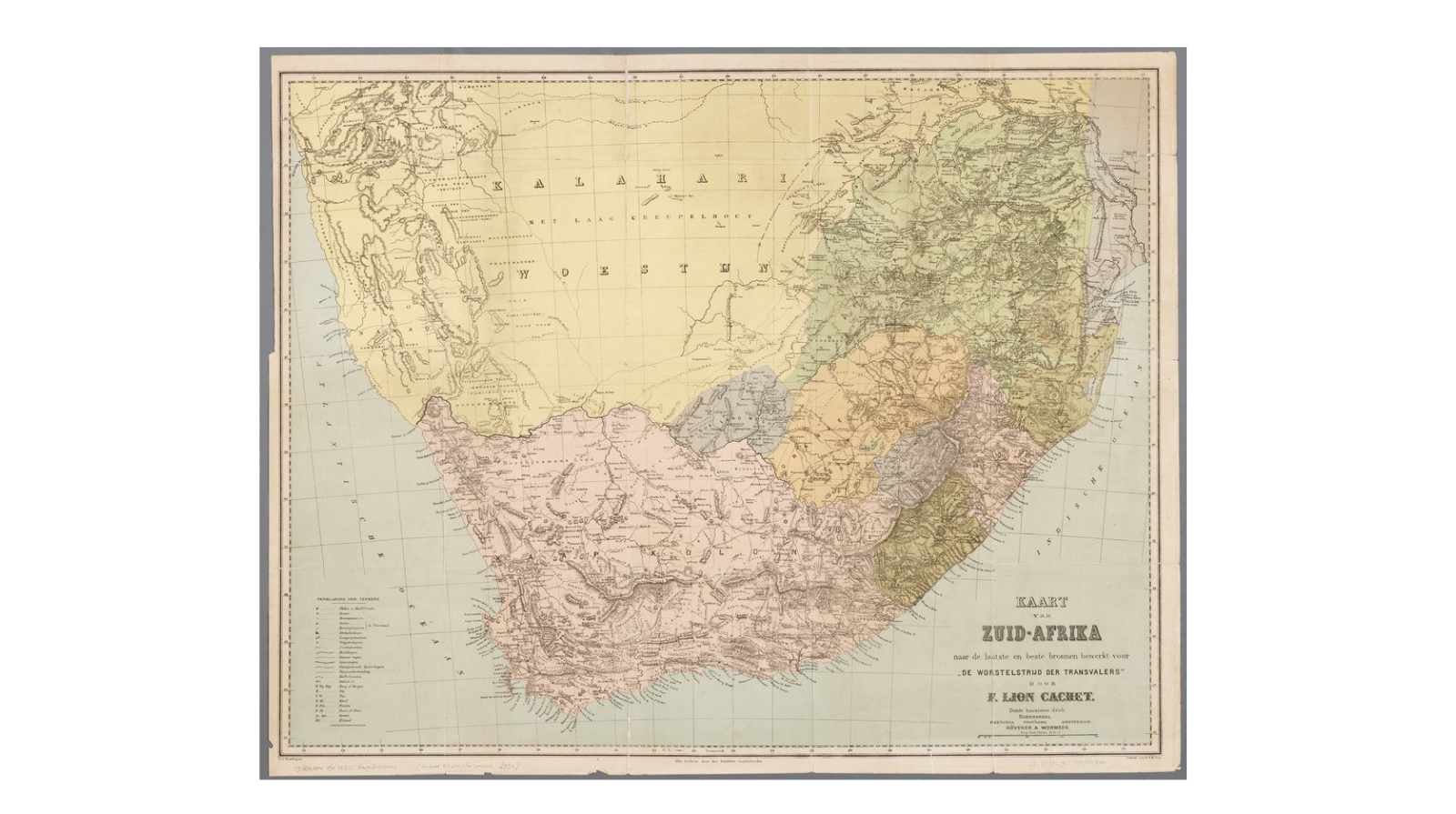
Kaart van Zuid-Afrika, door A.J. Wendel in F. Lion Cachet: De worstelstrijd der Transvalers [1900]
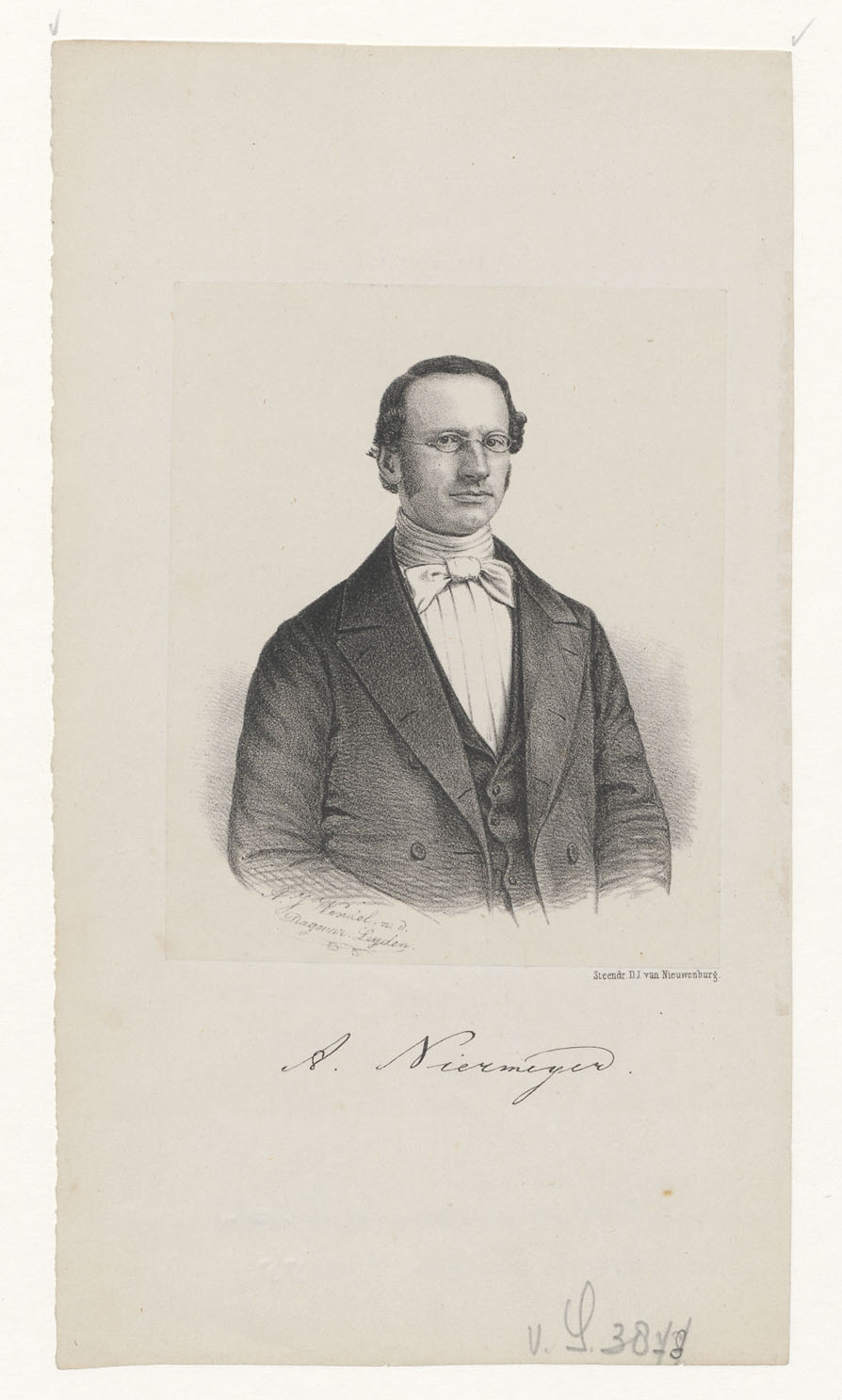
Portret van Antonie Niermeyer (1814-1855) door Wendel

- Biografisch Portaal: 51156774
- Stuttgart Database of Scientific Illustrators 1450–1950: 1483
- Gemeinsame Normdatei: 1033440213
- International Standard Name Identifier: 0000 0000 5918 3519
- Library of Congress Control Number: no2009058840
- Nederlandse Thesaurus van Auteursnamen: 080158056
- RKD-Nederlands Instituut voor Kunstgeschiedenis: 110212
- Système universitaire de documentation: 153623292
- Virtual International Authority File: 86368303
- WorldCat: E39PBJjhCg6mkBcVJPpvchC84q